# Ribeirão Caiuá
Der Ribeirão Caiuá ist ein etwa 63 km langer rechter Nebenfluss des Rio Paranapanema im Norden des brasilianischen Bundesstaats Paraná.

## Etymologie
Der Name Caiuá kommt von dem Tupi-Begriff ka’k-üua, der Bewohner des Urwalds bedeutet. Das umliegende Land wurde von der Companhia Melhoramentos Norte do Paraná erschlossen. Der Leiter von deren Topografie-Abteilung, Wladimir Babkov, schlug diesen Namen Mitte des 20. Jahrhunderts vor, um an das indigene Volk der Caiuá zu erinnern. Schon Anfang der 1920er Jahre hatte der etwa 100 km nördlich gelegene Ort Caiuá im Westen des Staats São Paulo diesen Namen bekommen, von dem wiederum die Gesteine der Caiuá-Gruppe ihren Namen herleiten.

## Geografie

### Lage
Das Einzugsgebiet des Ribeirão Caiuá befindet sich auf dem Terceiro Planalto Paranaense (Dritte oder Guarapuava-Hochebene von Paraná) nördlich der Stadt Paranavaí.

### Verlauf
Sein Quellgebiet liegt im Munizip Paranavaí auf 439 m Meereshöhe im Norden des Stadtgebiets unmittelbar an der BR-376 (Rodovia do Café), die hier auf der Wasserscheide zwischen Rio Paranapanema und Rio Ivaí verläuft.
Der Fluss fließt in nördlicher Richtung. Zunächst bleibt er für etwa 20 km innerhalb des Munizipgebiets von Paranavaí. Ab dort fließt er in den Munizipien São João do Caiuá und anschließend in Santo Antônio do Caiuá in etwa parallel zu deren westlicher Grenze mit Paranavaí. Er mündet auf 254 m Höhe von rechts in den Rio Paranapanema. Er ist etwa 63 km lang.

### Munizipien im Einzugsgebiet
Am Ribeirão Caiuá liegen die drei Munizipien Paranavaí, São João do Caiuá und Santo Antônio do Caiuá.